# Campeonato Mundial de Voleibol Femenino de 2010
El XVI Campeonato Mundial de Voleibol Femenino se celebró en Japón entre el 29 de octubre y el 14 de noviembre de 2010 bajo la organización de la Federación Internacional de Voleibol (FIVB) y la Federación Japonesa de Voleibol.
Compitieron en el evento 24 selecciones nacionales afiliadas a la FIVB por el título mundial, cuyo anterior portador era la selección de Rusia, ganadora del Mundial de 2006.
El equipo de Rusia conquistó el título mundial al vencer en la final al equipo de Brasil con un marcador de 3-2. El conjunto de Japón ganó la medalla de bronce en el partido por el tercer puesto contra el equipo de los Estados Unidos.

## Clasificación
| Competición                             | Fecha                                   | Sede                                              | Plazas | Equipos clasificados                                                        |
| --------------------------------------- | --------------------------------------- | ------------------------------------------------- | ------ | --------------------------------------------------------------------------- |
| País anfitrión                          | –                                       | –                                                 | 1      | Japón                                                                       |
| Campeonato Mundial                      | 31 de octubre – 16 de noviembre de 2006 | Japón                                             | 1      | Rusia                                                                       |
| Proceso de clasificación europeo        | 2 de enero – 19 de julio de 2009        | Diversas sedes                                    | 8      | Alemania Países Bajos Turquía Polonia Serbia Croacia Italia República Checa |
| Proceso de clasificación africano       | 20 de mayo – 24 de julio de 2009        | Diversas sedes                                    | 2      | Kenia Argelia                                                               |
| Proceso de clasificación sudamericano   | 31 de mayo – 26 de julio de 2009        | Buenos Aires · ( Argentina) y · Betim · ( Brasil) | 2      | Brasil Perú                                                                 |
| Proceso de clasificación asiático       | 12 de junio – 30 de agosto de 2009      | Diversas sedes                                    | 4      | China Tailandia Corea del Sur Kazajistán                                    |
| Proceso de clasificación norteamericano | 27 de marzo – 30 de agosto de 2009      | Diversas sedes                                    | 6      | República Dominicana Cuba Estados Unidos Puerto Rico Canadá Costa Rica      |
| TOTAL                                   |                                         |                                                   | 24     |                                                                             |

## Organización

### Sedes
| Foto | Grupo             | Ciudad    | Instalación                | Capacidad |
| ---- | ----------------- | --------- | -------------------------- | --------- |
|      | A, E y fase final | Tokio     | Gimnasio Nacional Yoyogi   | 12.000    |
|      | B                 | Hamamatsu | Arena de Hamamatsu         | 8.000     |
|      | C                 | Matsumoto | Gimnasio Municipal         | 7.000     |
|      | D                 | Osaka     | Gimnasio Central Municipal | 8.200     |
|      | F                 | Nagoya    | Pabellón Nippon Gaishi     | 10 000    |
|      | Fase final        | Tokio     | Gimnasio Metropolitano     | 10 000    |

### Calendario
| 1F | Primera fase | 2F | Segunda fase | FF | Fase final |

| Octubre/ noviembre de 2010 | 29 Vie  | 30 Sáb  | 31 Dom  | 01 Lun | 02 Mar  | 03 Mié  | 04 Jue | 05 Vie | 06 Sáb | 07 Dom | 08 Lun | 09 Mar | 10 Mié | 11 Jue | 12 Vie | 13 Sáb | 14 Dom |
| -------------------------- | ------- | ------- | ------- | ------ | ------- | ------- | ------ | ------ | ------ | ------ | ------ | ------ | ------ | ------ | ------ | ------ | ------ |
| Fase (no. de partidos)     | 1F (12) | 1F (12) | 1F (12) | —      | 1F (12) | 1F (12) | —      | —      | 2F (8) | 2F (8) | —      | 2F (8) | 2F (8) | —      | —      | FF (6) | FF (6) |

## Grupos
| Grupo A    | Grupo B         | Grupo C        | Grupo D              |
| ---------- | --------------- | -------------- | -------------------- |
| Serbia     | República Checa | Estados Unidos | Rusia                |
| Polonia    | Brasil          | Croacia        | Turquía              |
| Perú       | Puerto Rico     | Alemania       | Canadá               |
| Argelia    | Italia          | Kazajistán     | Corea del Sur        |
| Japón      | Kenia           | Cuba           | China                |
| Costa Rica | Países Bajos    | Tailandia      | República Dominicana |

## Primera fase
- Todos los partidos en la hora local de Japón (UTC+9).

Los primeros cuatro de cada grupo pasan a la segunda fase.

### Grupo A
| Equipo     | J | G | P | SG | SP | R     | PG  | PP  | R     | PTS |
| ---------- | - | - | - | -- | -- | ----- | --- | --- | ----- | --- |
| Japón      | 5 | 5 | 0 | 15 | 4  | 3,750 | 461 | 351 | 1,313 | 10  |
| Serbia     | 5 | 4 | 1 | 13 | 5  | 2,600 | 441 | 378 | 1,167 | 9   |
| Polonia    | 5 | 3 | 2 | 12 | 6  | 2,000 | 429 | 336 | 1,277 | 8   |
| Perú       | 5 | 2 | 3 | 8  | 10 | 0,800 | 379 | 398 | 0,952 | 7   |
| Costa Rica | 5 | 1 | 4 | 4  | 12 | 0,333 | 282 | 381 | 0,740 | 6   |
| Argelia    | 5 | 0 | 5 | 0  | 15 | 0,000 | 227 | 375 | 0,605 | 5   |

- Resultados

| Fecha | Hora  | Partido¹   | Partido¹ | Partido¹   | Resultado | S1    | S2    | S3    | S4    | S5    | Total   |
| ----- | ----- | ---------- | -------- | ---------- | --------- | ----- | ----- | ----- | ----- | ----- | ------- |
| 29.10 | 12:30 | Perú       | -        | Argelia    | 3-0       | 25-16 | 25-12 | 25-18 | –     | –     | 75-46   |
| 29.10 | 15:00 | Serbia     | -        | Costa Rica | 3-0       | 25-15 | 25-18 | 25-14 | –     | –     | 75-47   |
| 29.10 | 18:45 | Polonia    | -        | Japón      | 2-3       | 28-26 | 25-21 | 20-25 | 23-25 | 12-15 | 108-112 |
| 30.10 | 12:30 | Costa Rica | -        | Argelia    | 3-0       | 25-18 | 25-21 | 25-10 | –     | –     | 75-49   |
| 30.10 | 15:00 | Serbia     | -        | Polonia    | 3-1       | 19-25 | 27-25 | 26-24 | 25-22 | –     | 97-96   |
| 30.10 | 18:00 | Japón      | -        | Perú       | 3-1       | 25-15 | 25-17 | 22-25 | 25-14 | –     | 97-71   |
| 31.10 | 12:30 | Perú       | -        | Serbia     | 1-3       | 21-25 | 25-16 | 21-25 | 18-25 | –     | 97-71   |
| 31.10 | 15:00 | Polonia    | -        | Costa Rica | 3-0       | 25-14 | 25-12 | 25-15 | –     | –     | 75-41   |
| 31.10 | 18:00 | Argelia    | -        | Japón      | 0-3       | 18-25 | 7-25  | 14-25 | –     | –     | 39-75   |
| 02.11 | 13:00 | Serbia     | -        | Argelia    | 3-0       | 25-15 | 25-12 | 25-21 | –     | –     | 75-48   |
| 02.11 | 15:30 | Polonia    | -        | Perú       | 3-0       | 25-10 | 25-15 | 25-16 | –     | –     | 75-41   |
| 02.11 | 18:45 | Costa Rica | -        | Japón      | 0-3       | 9-25  | 13-25 | 8-25  | –     | –     | 30-75   |
| 03.11 | 12:30 | Perú       | -        | Costa Rica | 3-1       | 25-18 | 25-18 | 32-34 | 25-19 | –     | 107-89  |
| 03.11 | 15:00 | Argelia    | -        | Polonia    | 0-3       | 17-25 | 16-25 | 12-25 | –     | –     | 45-75   |
| 03.11 | 18:00 | Japón      | -        | Serbia     | 3-1       | 28-26 | 29-27 | 18-25 | 27-25 | –     | 102-103 |

- (¹) – Todos en Tokio.

### Grupo B
| Equipo          | J | G | P | SG | SP | R     | PG  | PP  | R     | PTS |
| --------------- | - | - | - | -- | -- | ----- | --- | --- | ----- | --- |
| Brasil          | 5 | 5 | 0 | 15 | 2  | 7,500 | 410 | 294 | 1,395 | 10  |
| Países Bajos    | 5 | 3 | 2 | 11 | 6  | 1,833 | 386 | 316 | 1,222 | 8   |
| Italia          | 5 | 3 | 2 | 11 | 8  | 1,375 | 417 | 389 | 1,072 | 8   |
| República Checa | 5 | 3 | 2 | 11 | 8  | 1,375 | 428 | 402 | 1,065 | 8   |
| Puerto Rico     | 5 | 1 | 4 | 3  | 12 | 0,250 | 268 | 362 | 0,740 | 6   |
| Kenia           | 5 | 0 | 5 | 0  | 15 | 0,000 | 229 | 375 | 0,611 | 5   |

- Resultados

| Fecha | Hora  | Partido¹        | Partido¹ | Partido¹        | Resultado | S1    | S2    | S3    | S4    | S5    | Total   |
| ----- | ----- | --------------- | -------- | --------------- | --------- | ----- | ----- | ----- | ----- | ----- | ------- |
| 29.10 | 13:30 | Brasil          | -        | Kenia           | 3-0       | 25-15 | 25-16 | 25-11 | –     | –     | 75-42   |
| 29.10 | 16:15 | República Checa | -        | Países Bajos    | 0-3       | 24-26 | 20-25 | 14-25 | –     | –     | 58-76   |
| 29.10 | 18:45 | Puerto Rico     | -        | Italia          | 0-3       | 20-25 | 11-25 | 18-25 | –     | –     | 49-75   |
| 30.10 | 13:00 | República Checa | -        | Brasil          | 2-3       | 25-22 | 22-25 | 25-23 | 20-25 | 9-15  | 101-110 |
| 30.10 | 15:30 | Kenia           | -        | Puerto Rico     | 0-3       | 20-25 | 23-25 | 19-25 | –     | –     | 62-75   |
| 30.10 | 18:00 | Países Bajos    | -        | Italia          | 2-3       | 25-18 | 21-25 | 23-25 | 28-26 | 12-15 | 109-109 |
| 31.10 | 13:00 | Puerto Rico     | -        | República Checa | 0-3       | 14-25 | 14-25 | 17-25 | –     | –     | 45-75   |
| 31.10 | 15:30 | Italia          | -        | Kenia           | 3-0       | 25-9  | 25-7  | 25-21 | –     | –     | 75-37   |
| 31.10 | 18:00 | Brasil          | -        | Países Bajos    | 3-0       | 25-19 | 25-18 | 25-14 | –     | –     | 75-51   |
| 02.11 | 13:30 | Brasil          | -        | Puerto Rico     | 3-0       | 25-20 | 25-18 | 25-20 | –     | –     | 75-58   |
| 02.11 | 16:15 | Países Bajos    | -        | Kenia           | 3-0       | 25-8  | 25-14 | 25-11 | –     | –     | 75-33   |
| 02.11 | 18:45 | República Checa | -        | Italia          | 3-2       | 25-27 | 27-29 | 25-23 | 25-22 | 17-15 | 119-116 |
| 03.11 | 13:00 | Puerto Rico     | -        | Países Bajos    | 0-3       | 12-25 | 13-25 | 16-25 | –     | –     | 41-75   |
| 03.11 | 15:30 | Kenia           | -        | República Checa | 0-3       | 20-25 | 15-25 | 20-15 | –     | –     | 55-75   |
| 03.11 | 18:00 | Italia          | -        | Brasil          | 0-3       | 16-25 | 19-25 | 7-25  | –     | –     | 42-75   |

- (¹) – Todos en Hamamatsu.

### Grupo C
| Equipo         | J | G | P | SG | SP | R     | PG  | PP  | R     | PTS |
| -------------- | - | - | - | -- | -- | ----- | --- | --- | ----- | --- |
| Estados Unidos | 5 | 5 | 0 | 15 | 2  | 7,500 | 426 | 350 | 1,217 | 10  |
| Alemania       | 5 | 4 | 1 | 12 | 3  | 4,000 | 366 | 293 | 1,249 | 9   |
| Cuba           | 5 | 2 | 3 | 7  | 11 | 0,636 | 430 | 433 | 0,993 | 7   |
| Tailandia      | 5 | 2 | 3 | 7  | 10 | 0,700 | 360 | 375 | 0,960 | 7   |
| Croacia        | 5 | 2 | 3 | 6  | 9  | 0,667 | 320 | 356 | 0,899 | 7   |
| Kazajistán     | 5 | 0 | 5 | 3  | 15 | 0,200 | 335 | 430 | 0,779 | 5   |

- Resultados

| Fecha | Hora  | Partido¹       | Partido¹ | Partido¹       | Resultado | S1    | S2    | S3    | S4    | S5    | Total   |
| ----- | ----- | -------------- | -------- | -------------- | --------- | ----- | ----- | ----- | ----- | ----- | ------- |
| 29.10 | 13:30 | Alemania       | -        | Kazajistán     | 3-0       | 25-21 | 25-14 | 25-16 | –     | –     | 75-51   |
| 29.10 | 16:15 | Estados Unidos | -        | Tailandia      | 3-1       | 23-25 | 25-17 | 25-17 | 25-21 | –     | 98-80   |
| 29.10 | 18:45 | Croacia        | -        | Cuba           | 3-0       | 25-23 | 34-32 | 25-21 | –     | –     | 84-76   |
| 30.10 | 13:00 | Estados Unidos | -        | Croacia        | 3-0       | 25-16 | 25-13 | 25-23 | –     | –     | 75-52   |
| 30.10 | 15:30 | Tailandia      | -        | Kazajistán     | 3-1       | 25-16 | 25-18 | 20-25 | 25-16 | –     | 95-75   |
| 30.10 | 18:00 | Cuba           | -        | Alemania       | 0-3       | 24-26 | 17-25 | 23-25 | –     | –     | 64-76   |
| 31.10 | 13:00 | Kazajistán     | -        | Cuba           | 2-3       | 25-20 | 15-25 | 25-27 | 25-23 | 10-15 | 100-110 |
| 31.10 | 15:30 | Croacia        | -        | Tailandia      | 0-3       | 15-25 | 14-25 | 17-25 | –     | –     | 46-75   |
| 31.10 | 18:00 | Alemania       | -        | Estados Unidos | 0-3       | 23-25 | 24-26 | 17-25 | –     | –     | 64-76   |
| 02.11 | 13:30 | Croacia        | -        | Alemania       | 0-3       | 24-26 | 18-25 | 21-25 | –     | –     | 63-76   |
| 02.11 | 16:15 | Tailandia      | -        | Cuba           | 0-3       | 19-25 | 27-29 | 25-27 | –     | –     | 71-81   |
| 02.11 | 18:45 | Estados Unidos | -        | Kazajistán     | 3-0       | 25-17 | 25-19 | 25-19 | –     | –     | 75-55   |
| 03.11 | 13:00 | Kazajistán     | -        | Croacia        | 0-3       | 19-25 | 17-25 | 18-25 | –     | –     | 54-75   |
| 03.11 | 15:00 | Alemania       | -        | Kazajistán     | 3-0       | 25-14 | 25-15 | 25-10 | –     | –     | 75-39   |
| 03.11 | 18:00 | Cuba           | -        | Estados Unidos | 1-3       | 28-30 | 23-25 | 25-22 | 23-26 | –     | 99-102  |

- (¹) – Todos en Matsumoto.

### Grupo D
| Equipo               | J | G | P | SG | SP | R      | PG  | PP  | R     | PTS |
| -------------------- | - | - | - | -- | -- | ------ | --- | --- | ----- | --- |
| Rusia                | 5 | 5 | 0 | 15 | 3  | 15,000 | 440 | 329 | 1,337 | 10  |
| Corea del Sur        | 5 | 4 | 1 | 13 | 5  | 2,600  | 411 | 389 | 1,057 | 9   |
| Turquía              | 5 | 3 | 2 | 12 | 11 | 1,091  | 493 | 464 | 1,063 | 8   |
| China                | 5 | 2 | 3 | 7  | 9  | 0,778  | 352 | 336 | 1,048 | 7   |
| República Dominicana | 5 | 1 | 4 | 6  | 13 | 0,462  | 377 | 445 | 0,847 | 6   |
| Canadá               | 5 | 0 | 5 | 3  | 15 | 0,200  | 318 | 428 | 0,743 | 5   |

- Resultados

| Fecha | Hora  | Partido¹             | Partido¹ | Partido¹             | Resultado | S1    | S2    | S3    | S4    | S5    | Total   |
| ----- | ----- | -------------------- | -------- | -------------------- | --------- | ----- | ----- | ----- | ----- | ----- | ------- |
| 29.10 | 13:30 | Rusia                | -        | República Dominicana | 3-1       | 21-25 | 25-9  | 25-17 | 25-11 | –     | 96-62   |
| 29.10 | 16:15 | Canadá               | -        | Corea del Sur        | 0-3       | 19-25 | 19-25 | 14-25 | –     | –     | 52-75   |
| 29.10 | 18:45 | Turquía              | -        | China                | 3-1       | 19-25 | 25-14 | 25-20 | 25-17 | –     | 94-76   |
| 30.10 | 13:00 | Rusia                | -        | Turquía              | 3-1       | 25-27 | 25-22 | 25-11 | 25-17 | –     | 100-77  |
| 30.10 | 15:30 | República Dominicana | -        | Corea del Sur        | 0-3       | 27-29 | 23-25 | 20-25 | –     | –     | 70-79   |
| 30.10 | 18:00 | China                | -        | Canadá               | 3-0       | 25-16 | 25-19 | 25-10 | –     | –     | 75-45   |
| 31.10 | 13:00 | Turquía              | -        | República Dominicana | 3-2       | 25-20 | 25-14 | 23-25 | 23-25 | 17-15 | 113-99  |
| 31.10 | 15:30 | Canadá               | -        | Rusia                | 0-3       | 13-25 | 16-25 | 21-25 | –     | –     | 50-75   |
| 31.10 | 18:00 | Corea del Sur        | -        | China                | 3-0       | 25-22 | 25-23 | 25-23 | –     | –     | 75-68   |
| 02.11 | 13:30 | Turquía              | -        | Canadá               | 3-2       | 19-25 | 20-25 | 25-14 | 25-17 | 15-8  | 104-89  |
| 02.11 | 16:15 | Rusia                | -        | Corea del Sur        | 3-1       | 25-18 | 25-17 | 19-25 | 25-22 | –     | 94-82   |
| 02.11 | 18:45 | República Dominicana | -        | China                | 0-3       | 12-25 | 21-25 | 14-25 | –     | –     | 47-75   |
| 03.11 | 13:00 | Canadá               | -        | República Dominicana | 1-3       | 25-21 | 26-28 | 11-25 | 20-25 | –     | 82-99   |
| 03.11 | 15:30 | Corea del Sur        | -        | Turquía              | 3-2       | 16-25 | 25-21 | 25-21 | 19-25 | 15-13 | 100-105 |
| 03.11 | 18:00 | China                | -        | Rusia                | 0-3       | 22-25 | 17-25 | 19-25 | –     | –     | 58-75   |

- (¹) – Todos en Osaka.

## Segunda fase
- Todos los partidos en la hora local de Japón (UTC+9).

Los primeros dos de cada grupo disputan las semifinales.

### Grupo E
| Equipo        | J | G | P | SG | SP | R     | PG  | PP  | R     | PTS |
| ------------- | - | - | - | -- | -- | ----- | --- | --- | ----- | --- |
| Rusia         | 7 | 7 | 0 | 21 | 3  | 7,000 | 600 | 448 | 1,339 | 14  |
| Japón         | 7 | 5 | 2 | 17 | 11 | 1,545 | 644 | 616 | 1,045 | 12  |
| Serbia        | 7 | 4 | 3 | 13 | 12 | 1,083 | 556 | 577 | 0,964 | 11  |
| Turquía       | 7 | 3 | 4 | 14 | 13 | 1,077 | 598 | 583 | 1,026 | 10  |
| Polonia       | 7 | 3 | 4 | 12 | 15 | 0,800 | 612 | 604 | 1,013 | 10  |
| China         | 7 | 3 | 4 | 11 | 13 | 0,846 | 543 | 549 | 0,989 | 10  |
| Corea del Sur | 7 | 3 | 4 | 12 | 15 | 0,800 | 569 | 600 | 0,948 | 10  |
| Perú          | 7 | 0 | 7 | 3  | 21 | 0,143 | 442 | 587 | 0,753 | 7   |

- Resultados

| Fecha | Hora  | Partido¹ | Partido¹ | Partido¹      | Resultado | S1    | S2    | S3    | S4    | S5    | Total   |
| ----- | ----- | -------- | -------- | ------------- | --------- | ----- | ----- | ----- | ----- | ----- | ------- |
| 06.11 | 10:30 | Serbia   | -        | Turquía       | 0-3       | 19-25 | 16-25 | 20-25 | –     | –     | 55-75   |
| 06.11 | 12:45 | Perú     | -        | Rusia         | 0-3       | 15-25 | 15-25 | 20-25 | –     | –     | 50-75   |
| 06.11 | 15:00 | Polonia  | -        | Corea del Sur | 3-2       | 12-25 | 25-17 | 22-18 | 22-25 | 17-15 | 101-100 |
| 06.11 | 18:00 | Japón    | -        | China         | 1-3       | 23-25 | 23-25 | 29-27 | 12-25 | –     | 87-102  |
| 07.11 | 10:30 | Perú     | -        | Corea del Sur | 1-3       | 26-24 | 15-25 | 18-25 | 23-25 | –     | 82-99   |
| 07.11 | 12:45 | Serbia   | -        | China         | 3-1       | 21-25 | 25-20 | 25-22 | 25-22 | –     | 96-89   |
| 07.11 | 15:00 | Polonia  | -        | Rusia         | 0-3       | 17-25 | 19-25 | 31-33 | –     | –     | 69-83   |
| 07.11 | 18:00 | Japón    | -        | Turquía       | 3-1       | 25-19 | 23-25 | 25-19 | 25-13 | –     | 98-76   |
| 09.11 | 11:15 | Serbia   | -        | Rusia         | 0-3       | 19-25 | 8-25  | 12-25 | –     | –     | 39-75   |
| 09.11 | 13:30 | Perú     | -        | Turquía       | 0-3       | 15-25 | 18-25 | 20-25 | –     | –     | 53-75   |
| 09.11 | 15:45 | Polonia  | -        | China         | 0-3       | 21-25 | 23-25 | 18-25 | –     | –     | 62-75   |
| 09.11 | 18:45 | Japón    | -        | Corea del Sur | 3-0       | 25-22 | 25-17 | 25-19 | –     | –     | 75-58   |
| 10.11 | 11:15 | Perú     | -        | China         | 0-3       | 17-25 | 22-25 | 21-25 | –     | –     | 60-75   |
| 10.11 | 13:30 | Serbia   | -        | Corea del Sur | 3-0       | 25-17 | 25-22 | 25-16 | –     | –     | 75-55   |
| 10.11 | 15:45 | Polonia  | -        | Turquía       | 3-1       | 25-23 | 24-26 | 27-25 | 25-22 | –     | 101-96  |
| 10.11 | 18:45 | Japón    | -        | Rusia         | 1-3       | 21-25 | 14-25 | 25-23 | 13-25 | –     | 73-98   |

- (¹) – Todos en Tokio.

### Grupo F
| Equipo          | J | G | P | SG | SP | R     | PG  | PP  | R     | PTS |
| --------------- | - | - | - | -- | -- | ----- | --- | --- | ----- | --- |
| Brasil          | 7 | 7 | 0 | 21 | 4  | 5,250 | 607 | 461 | 1,317 | 14  |
| Estados Unidos  | 7 | 5 | 2 | 17 | 8  | 2,125 | 605 | 555 | 1,090 | 12  |
| Alemania        | 7 | 4 | 3 | 13 | 10 | 1,300 | 514 | 475 | 1,082 | 11  |
| Italia          | 7 | 4 | 3 | 16 | 13 | 1,231 | 668 | 629 | 1,062 | 11  |
| Cuba            | 7 | 3 | 4 | 12 | 15 | 0,800 | 604 | 660 | 0,915 | 10  |
| Países Bajos    | 7 | 2 | 5 | 10 | 16 | 0,625 | 553 | 573 | 0,965 | 9   |
| Tailandia       | 7 | 2 | 5 | 7  | 17 | 0,412 | 470 | 577 | 0,815 | 9   |
| República Checa | 7 | 1 | 6 | 7  | 20 | 0,350 | 555 | 646 | 0,859 | 8   |

- Resultados

| Fecha | Hora  | Partido¹        | Partido¹ | Partido¹       | Resultado | S1    | S2    | S3    | S4    | S5    | Total   |
| ----- | ----- | --------------- | -------- | -------------- | --------- | ----- | ----- | ----- | ----- | ----- | ------- |
| 06.11 | 11:00 | Países Bajos    | -        | Cuba           | 3-1       | 25-12 | 22-25 | 25-12 | 25-20 | –     | 97-69   |
| 06.11 | 13:15 | República Checa | -        | Estados Unidos | 0-3       | 20-25 | 20-25 | 13-25 | –     | –     | 53-75   |
| 06.11 | 15:30 | Brasil          | -        | Tailandia      | 3-0       | 25-19 | 25-19 | 25-16 |       | –     | 75-54   |
| 06.11 | 18:00 | Italia          | -        | Alemania       | 3-1       | 22-25 | 32-30 | 25-8  | 25-15 | –     | 104-78  |
| 07.11 | 11:00 | Países Bajos    | -        | Tailandia      | 1-3       | 15-25 | 23-25 | 25-15 | 24-26 | –     | 87-91   |
| 07.11 | 13:15 | República Checa | -        | Alemania       | 0-3       | 8-25  | 17-25 | 16-25 | –     | –     | 41-75   |
| 07.11 | 15:30 | Brasil          | -        | Cuba           | 3-1       | 23-25 | 25-20 | 25-13 | 25-18 | –     | 98-76   |
| 07.11 | 18:00 | Italia          | -        | Estados Unidos | 3-1       | 25-16 | 24-26 | 27-25 | 27-25 | –     | 103-92  |
| 09.11 | 11:45 | República Checa | -        | Cuba           | 1-3       | 22-25 | 30-28 | 22-25 | 23-25 | –     | 97-103  |
| 09.11 | 14:00 | Brasil          | -        | Alemania       | 3-0       | 25-16 | 25-13 | 25-21 | –     | –     | 75-50   |
| 09.11 | 16:15 | Italia          | -        | Tailandia      | 3-0       | 25-13 | 25-12 | 25-19 | –     | –     | 75-44   |
| 09.11 | 18:30 | Países Bajos    | -        | Estados Unidos | 0-3       | 17-25 | 22-25 | 18-25 | –     | –     | 57-75   |
| 10.11 | 11:45 | República Checa | -        | Tailandia      | 1-3       | 25-16 | 18-25 | 20-25 | 23-25 | –     | 86-91   |
| 10.11 | 14:00 | Brasil          | -        | Estados Unidos | 3-1       | 25-19 | 24-26 | 25-19 | 25-23 | –     | 99-87   |
| 10.11 | 16:15 | Países Bajos    | -        | Alemania       | 1-3       | 12-25 | 14-25 | 25-19 | 25-27 | –     | 76-96   |
| 10.11 | 18:30 | Italia          | -        | Cuba           | 2-3       | 25-16 | 24-26 | 25-21 | 23-25 | 22-24 | 119-112 |

- (¹) – Todos en Nagoya.

## Fase final
- Todos los partidos en la hora local de Japón (UTC+9).

|  | Semifinales     | Semifinales     |   |                | Final           | Final           |  |
|  | 13 de noviembre | 13 de noviembre |   |                | 14 de noviembre | 14 de noviembre |  |
|  |                 |                 |   |                |                 |                 |  |
|  |                 |                 |   |                |                 |                 |  |
|  | Rusia           | 3               |   |                |                 |                 |  |
|  | Estados Unidos  | 1               |   |                |                 |                 |  |
|  |                 |                 |   |                |                 |                 |  |
|  |                 |                 |   |                |                 |                 |  |
|  |                 |                 |   |                | Rusia           | 3               |  |
|  |                 | Brasil          | 2 |                |                 |                 |  |
|  |                 |                 |   |                |                 |                 |  |
|  |                 |                 |   |                |                 |                 |  |
|  |                 |                 |   |                | Tercer lugar    |                 |  |
|  |                 |                 |   |                |                 |                 |  |
|  | Brasil          | 3               |   | Estados Unidos | 2               |                 |  |
|  | Japón           | 2               |   |                | Japón           | 3               |  |

### Partidos de clasificación
9.º al 12.º lugar
| Fecha | Hora  | Partido¹ | Partido¹ | Partido¹     | Resultado | S1    | S2    | S3    | S4    | S5   | Total   |
| ----- | ----- | -------- | -------- | ------------ | --------- | ----- | ----- | ----- | ----- | ---- | ------- |
| 13.11 | 12:30 | Polonia  | -        | Países Bajos | 3-2       | 24-26 | 25-22 | 25-22 | 19-25 | 15-9 | 108-104 |
| 13.11 | 13:00 | Cuba     | -        | China        | 1-3       | 25-16 | 22-25 | 19-25 | 22-25 | –    | 88-91   |

Undécimo lugar
| Fecha | Hora  | Partido¹     | Partido¹ | Partido¹ | Resultado | S1    | S2    | S3    | S4 | S5 | Total |
| ----- | ----- | ------------ | -------- | -------- | --------- | ----- | ----- | ----- | -- | -- | ----- |
| 14.11 | 13:00 | Países Bajos | -        | Cuba     | 3-0       | 32-30 | 25-23 | 25-17 | –  | –  | 82-70 |

Noveno lugar
| Fecha | Hora  | Partido¹ | Partido¹ | Partido¹ | Resultado | S1    | S2    | S3    | S4 | S5 | Total |
| ----- | ----- | -------- | -------- | -------- | --------- | ----- | ----- | ----- | -- | -- | ----- |
| 14.11 | 14:00 | Polonia  | -        | China    | 3-0       | 25-23 | 25-21 | 25-22 | –  | –  | 75-66 |

- (¹) – Todos en Tokio.

5.º al 8.º lugar
| Fecha | Hora  | Partido¹ | Partido¹ | Partido¹ | Resultado | S1    | S2    | S3    | S4    | S5    | Total  |
| ----- | ----- | -------- | -------- | -------- | --------- | ----- | ----- | ----- | ----- | ----- | ------ |
| 13.11 | 15:30 | Alemania | -        | Turquía  | 2-3       | 23-25 | 18-25 | 25-14 | 25-20 | 11-15 | 102-99 |
| 13.11 | 18:00 | Serbia   | -        | Italia   | 0-3       | 20-25 | 15-25 | 22-25 | –     | –     | 57-75  |

Séptimo lugar
| Fecha | Hora  | Partido¹ | Partido¹ | Partido¹ | Resultado | S1    | S2    | S3    | S4    | S5 | Total |
| ----- | ----- | -------- | -------- | -------- | --------- | ----- | ----- | ----- | ----- | -- | ----- |
| 14.11 | 15:30 | Serbia   | -        | Alemania | 1-3       | 25-20 | 21-25 | 22-25 | 23-25 | –  | 91-95 |

Quinto lugar
| Fecha | Hora  | Partido¹ | Partido¹ | Partido¹ | Resultado | S1    | S2   | S3    | S4 | S5 | Total |
| ----- | ----- | -------- | -------- | -------- | --------- | ----- | ---- | ----- | -- | -- | ----- |
| 14.11 | 18:00 | Italia   | -        | Turquía  | 3-0       | 25-23 | 25-2 | 25-21 | –  | –  | 75-64 |

- (¹) – Todos en Tokio.

### Semifinales
| Fecha | Hora  | Partido¹ | Partido¹ | Partido¹       | Resultado | S1    | S2    | S3    | S4    | S5    | Total   |
| ----- | ----- | -------- | -------- | -------------- | --------- | ----- | ----- | ----- | ----- | ----- | ------- |
| 13.11 | 15:00 | Rusia    | -        | Estados Unidos | 3-1       | 25-16 | 13-25 | 25-19 | 25-21 | –     | 88-81   |
| 13.11 | 18:00 | Brasil   | -        | Japón          | 3-2       | 22-25 | 33-35 | 25-22 | 25-22 | 15-11 | 120-115 |

- (¹) – Ambos en Tokio.

### Tercer lugar
| Fecha | Hora  | Partido¹       | Partido¹ | Partido¹ | Resultado | S1    | S2    | S3    | S4    | S5   | Total   |
| ----- | ----- | -------------- | -------- | -------- | --------- | ----- | ----- | ----- | ----- | ---- | ------- |
| 14.11 | 17:00 | Estados Unidos | -        | Japón    | 2-3       | 25-18 | 23-25 | 25-21 | 19-25 | 8-15 | 100-104 |

- (¹) – En Tokio.

### Final
| Fecha | Hora  | Partido¹ | Partido¹ | Partido¹ | Resultado | S1    | S2    | S3    | S4    | S5    | Total  |
| ----- | ----- | -------- | -------- | -------- | --------- | ----- | ----- | ----- | ----- | ----- | ------ |
| 14.11 | 19:30 | Rusia    | -        | Brasil   | 3-2       | 21-25 | 25-17 | 20-25 | 25-14 | 15-11 | 106-92 |

- (¹) – En Tokio.

## Medallero
|       |        |       |
| Rusia | Brasil | Japón |

## Estadísticas

### Clasificación general
| 1. Rusia                 |
| 2. Brasil                |
| 3. Japón                 |
| 4. Estados Unidos        |
| 5. Italia                |
| 6. Turquía               |
| 7. Alemania              |
| 8. Serbia                |
| 9. Polonia               |
| 10. China                |
| 11. Países Bajos         |
| 12. Cuba                 |
| 13. Corea del Sur        |
| 13. Tailandia            |
| 15. Perú                 |
| 15. República Checa      |
| 17. Costa Rica           |
| 17. Croacia              |
| 17. Puerto Rico          |
| 17. República Dominicana |
| 21. Argelia              |
| 21. Canadá               |
| 21. Kazajistán           |
| 21. Kenia                |

### Distinciones individuales
- Mejor jugadora (MVP) – Yekaterina Gamova ( Rusia)
- Mayor anotatora – Neslihan Darnel ( Turquía) –251 pts.–
- Mejor colocadora – Wei Qiuyue ( China)
- Mejor receptora – Logan Tom ( Estados Unidos)
- Mejor central – Christiane Fürst ( Alemania)
- Mejor opuesta – Tatiana Kosheleva ( Rusia)
- Mejor líbero – Stacy Sykora ( Estados Unidos)